# Louis Cyr (filme)
Louis Cyr é um filme produzido no Canadá em 2013, dirigido por Daniel Roby.
O filme é estrelado por Antoine Bertrand  e mostra a história real do strongman canadense Louis Cyr considerado o homem mais forte que já existiu.

## Sinopse
Louis Cyr era um homem excepcional cujas proezas de força, fez dele uma lenda, é considerado o homem mais forte do mundo de todos os tempos. Isso é mais do que a história de um herói. Esta é a história de um homem profundamente vulnerável que superou incontáveis obstáculos - o mais difícil deles foi o dos holofotes.

## Elenco
- Antoine Bertrand...Louis Cyr
- Guillaume Cyr...Horace Barré
- Rose-Maïté Erkoreka...Mélina Cyr
- Gilbert Sicotte...Gustave Lambert
- Gil Bellows...Richard Kyle Fox
- Dave Simard...Eugene Sandow